# Schwanau
Schwanau là một thị xã ở huyện Ortenau trong bang Baden-Württemberg nước Đức. Đô thị Schwanau có diện tích 38,33 km².
Bản mẫu:Xã của Ortenau